# 十字石
十字石（英語：Staurolite）为红褐色至黑色，常见为不透明的中硅酸盐矿物，有白色条纹。它以单斜晶系结晶，莫氏硬度为7-7.5，化学式为：Fe2+2Al9O6(SiO4)4(O,OH)2。镁、锌和锰可替代铁位点，三价铁可以替代铝。

## 特征
十字石经常以特征十字形孪晶出现，称为十字形穿透孪晶。在手持样品中，肉眼可见的十字石晶体呈棱柱状。这种矿物常形成变斑晶。
在薄片中，十字石通常是孪晶状的表现出类似于石英的低一阶双折射，孪生显示出光学连续性。在变质岩中可通过其瑞士奶酪外观（含石英嵌晶）和通常覆盖的变斑岩特征来识别。

## 名称
该名称源于希腊语，“stauros”代表十字架，“lithos”代表石头，参考了常见的孪晶。

## 形成
十字石是一种中高品位的区域变质矿物。它与石榴石、云母和蓝晶石共生，以及区域变质岩的片麻岩和片岩中的钠长石、黑云母和硅线石。
它是美国佐治亚州的官方州矿物，也可以在瑞士的勒蓬廷山找到。
十字石最常见于佐治亚州范宁县。它也在弗吉尼亚州帕特里克县的仙女石州立公园中发现。该公园以当地传说中的十字石命名。 

## 用途
十字石是用于评估岩石变质的温度、深度和压力的一种指标矿物。